# Grand Prix Sofie Goos 2018
La 3e édition du Grand Prix Sofie Goos, a lieu le 8 juillet 2018. La course fait partie du calendrier international féminin UCI 2018 en catégorie 1.2 et de la Lotto Cycling Cup pour Dames 2018. Elle est remportée par la Néerlandaise Lorena Wiebes.

## Récit de la course
La course se conclut au sprint.

## Classements

### Classement final
| \| Classement général \| Classement général \| Classement général \| Classement général \| Classement général \| \| Coureuse \| Coureuse \| Pays \| Équipe \| Temps \| \| ------------------ \| ------------------- \| ------------------ \| ------------------------------------- \| ------------------ \| \| 1re \| Lorena Wiebes \| Pays-Bas \| Parkhotel Valkenburg \| 2 h 40 min 55 s \| \| 2e \| Janine van der Meer \| Pays-Bas \| Health Mate-Cyclelive Team \| + 1 s \| \| 3e \| Nguyễn Thị Thật \| Viêt Nam \| Centre mondial du cyclisme \| + 1 s \| \| 4e \| Evy Kuijpers \| Pays-Bas \| Jan van Arckel \| + 1 s \| \| 5e \| Daniela Gaß \| Allemagne \| Servetto-Stradalli Cycle-Alurecycling \| + 1 s \| \| 6e \| Kelly Markus \| Pays-Bas \| Doltcini-Van Eyck Sport \| + 1 s \| \| 7e \| Jessy Druyts \| Belgique \| Experza-Footlogix \| + 1 s \| \| 8e \| Gaia Tortolina \| Italie \| Equano \| + 1 s \| \| 9e \| India Grangier \| France \| DN 17 Nouvelle-Aquitaine \| + 1 s \| \| 10e \| Teniel Campbell \| Trinité-et-Tobago \| Centre mondial du cyclisme \| + 4 s \| |                     |                   |                                       |                 |
| |                     |                   |                                       |                 |
| Source : ProCyclingStats |                     |                   |                                       |                 |
| Classement général |                     |                   |                                       |                 |
| Coureuse | Coureuse            | Pays              | Équipe                                | Temps           |
| 1re | Lorena Wiebes       | Pays-Bas          | Parkhotel Valkenburg                  | 2 h 40 min 55 s |
| 2e | Janine van der Meer | Pays-Bas          | Health Mate-Cyclelive Team            | + 1 s           |
| 3e | Nguyễn Thị Thật     | Viêt Nam          | Centre mondial du cyclisme            | + 1 s           |
| 4e | Evy Kuijpers        | Pays-Bas          | Jan van Arckel                        | + 1 s           |
| 5e | Daniela Gaß         | Allemagne         | Servetto-Stradalli Cycle-Alurecycling | + 1 s           |
| 6e | Kelly Markus        | Pays-Bas          | Doltcini-Van Eyck Sport               | + 1 s           |
| 7e | Jessy Druyts        | Belgique          | Experza-Footlogix                     | + 1 s           |
| 8e | Gaia Tortolina      | Italie            | Equano                                | + 1 s           |
| 9e | India Grangier      | France            | DN 17 Nouvelle-Aquitaine              | + 1 s           |
| 10e | Teniel Campbell     | Trinité-et-Tobago | Centre mondial du cyclisme            | + 4 s           |

### Points UCI
| Position           | 1er | 2e | 3e | 4e | 5e | 6e | 7e | 8e à 10e |
| Classement général | 40  | 30 | 25 | 20 | 15 | 10 | 5  | 3        |